# Bertlich
Bertlich ist ein Stadtteil von Herten im nordrhein-westfälischen Kreis Recklinghausen im nördlichen Ruhrgebiet.

## Lage
Der Ort liegt an der Marler Straße (L 502/630) zwischen Marl im Norden und Gelsenkirchen-Buer im Südwesten, auf die die aus dem Stadtteil Westerholt im Südsüdwesten kommende Hertener Straße trifft. Bertlich ist der nordwestlichste Stadtteil Hertens und grenzt nach Nordwesten an Marl-Polsum, nach Westen an Gelsenkirchen-Hassel.

## Geschichte
Bertlich war bis 1974 eine Bauerschaft der Gemeinde Polsum im Amt Marl. 1975 kam es, nebst Wohnplatz Transvaal und zusammen mit der langjährigen Freiheit Westerholt, zu Herten.

## Sehenswürdigkeiten

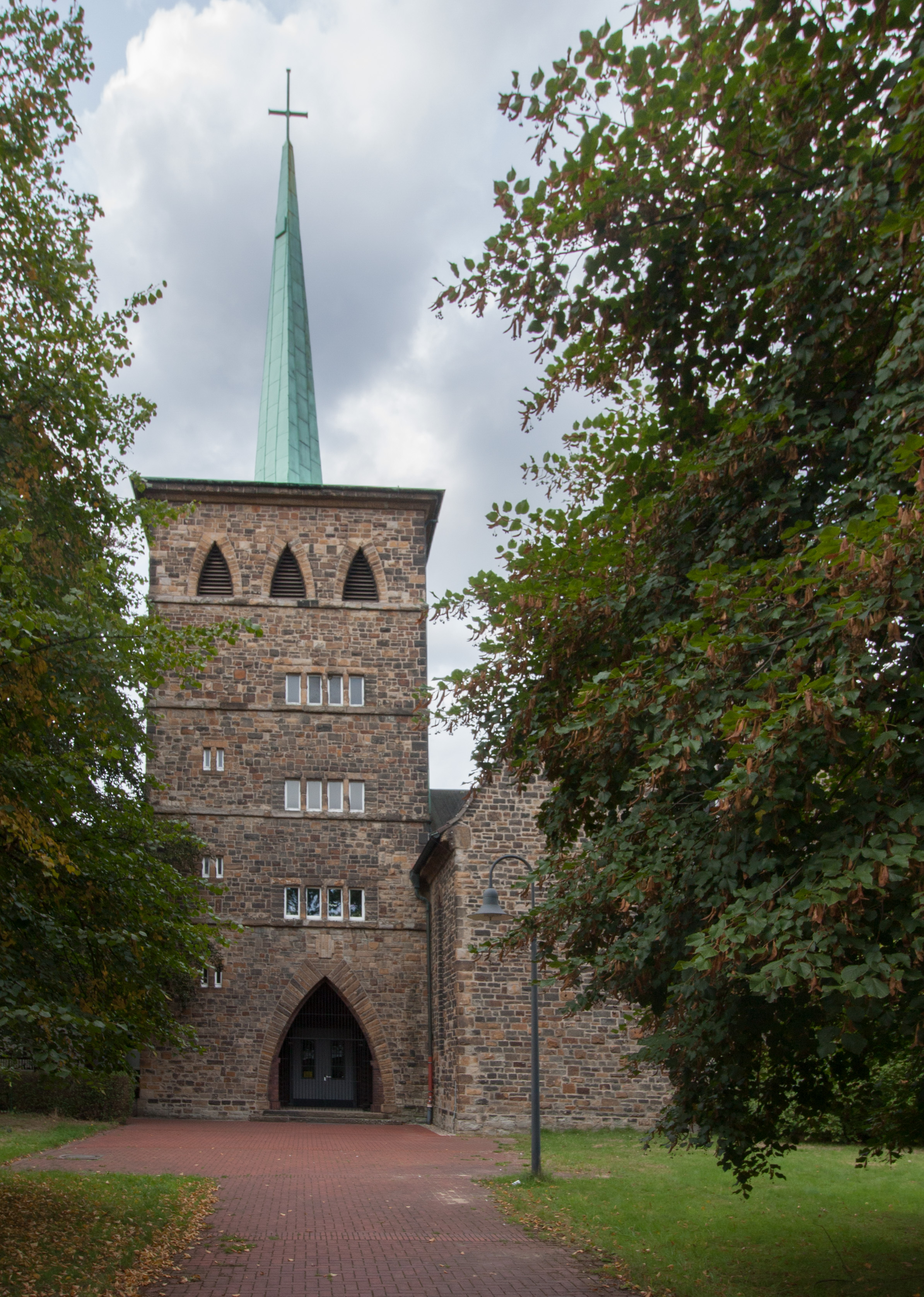
Evang. Pfarrkirche Christuskirche, Bahnhofstraße 156

In der Liste der Baudenkmäler in Herten sind für Bertlich die Bergarbeitersiedlung Bertlich und die Christuskirche als Baudenkmal aufgeführt.

## Verkehr
Die VRR-Buslinien 212, 241 und 243 sowie zeitweise 211 und NE9 der Vestischen Straßenbahnen bedienen den Ort.
| Linie | Verlauf | Takt (Mo–Fr)                                           |
| ----- | --- | ------------------------------------------------------ |
| 211   | Herten Mitte (Herten , 500 m) – Herten Rathaus (Herten , 300 m) – Westerholt – Westerholt Bf (– Herten-Bertlich) (zeitweise) – Gelsenkirchen-Hassel – Gelsenkirchen-Buer Rathaus | werktags nur morgens/abends, sonn-/feiertags ganztägig |
| 212   | Herten Mitte (Herten , 500 m) – Herten Rathaus (Herten , 300 m) – Westerholt – Westerholt Bf – Herten-Bertlich – GE-Hassel Bf – Gelsenkirchen-Hassel – Gelsenkirchen-Buer Nord Bf – Gelsenkirchen-Buer Rathaus                                                                                   | 30 min                                                 |
| TB241 | Taxibus: Marl-Polsum Kirchstr – Gelsenkirchen-Hassel – GE-Hassel Bf – Herten-Bertlich – Herten-Westerholt – Gelsenkirchen-Resse Hedwigstr. Samstag nachmittags sowie sonn- und feiertags nur Polsum–GE-Hassel Bf                                                                                 | 60 min                                                 |
| 243   | Gelsenkirchen-Buer Rathaus – Gelsenkirchen-Buer Nord Bf – Gelsenkirchen-Hassel / (GE-Hassel Friedhof – GE-Hassel Bf ) (zeitweise) – Herten-Bertlich – Westerholt – Langenbochum Bergwerk Schlägel und Eisen – Paschenberg – Über den Knöchel (Herten , 150 m) – Herten Mitte (Herten , 500 m)    | 60 min (Buer–Bertlich) 30 min (Bertlich–Herten)        |
| NE9   | Gelsenkirchen-Buer Rathaus – Gelsenkirchen-Buer Nord Bf – Gelsenkirchen-Hassel – GE-Hassel Bf – Herten-Bertlich – Westerholt – Langenbochum – Scherlebeck – Disteln – Herten Mitte (Herten , 500 m) NachtExpress: In den Nächten von Freitag auf Samstag, Samstag auf Sonntag und vor Feiertagen | 60 min                                                 |

## Persönlichkeiten
- Schwester Willigard Dinasevika Kultz DSS (* 1931 in Bertlich als Anna Kultz; † 2010 in Bangalore, Indien), Generaloberin der Dinasevanasabha – Dienerinnen der Armen

## Sportveranstaltungen
- Bertlicher Straßenläufe